# Corned beef (Feldbrugge)
Corned beef is een kunstwerk van Carolien Feldbrugge.
Het werd in 1989 geplaatst op het toen net naamgegeven Hildo Kropplein (1988). De omgeving van het plein had een eeuw lang gediend als veemarkt en centraal abbatoir van Amsterdam. Sommige straatnamen (Veemarkt) en brugnamen (Veebrug en Slachthuisbrug) verwijzen nog naar die bestemming. Veemarkt en abbatoir verlieten in 1988 het terrein en er kwam op grote schaal nieuwbouw. Om de buurt enigszins op te fleuren (het wordt omringd door flats) kwam kunstenares Feldbrugge met een soort toegepaste kunst. Ze liet in opdracht van Nuon een trafohuisje bekleden met mozaïeksteentjes, waarbij een blik cornedbeef werd nagebootst, een blikje van het merk Hereford met wel een nettogewicht van 26 ton en met een melding van de "ten minste houdbaar tot einde" 1995. Tevens wordt een waarschuwing "Koelen voor openen" vermeld. De steentjes hebben de kleuren rood, blauw, geelwit en zwart, op de beeltenis van het Herefordrund na. Ook de streepjescode is afgebeeld.
Op hetzelfde plein staat een bakstenen beeld van Per Kirkeby.

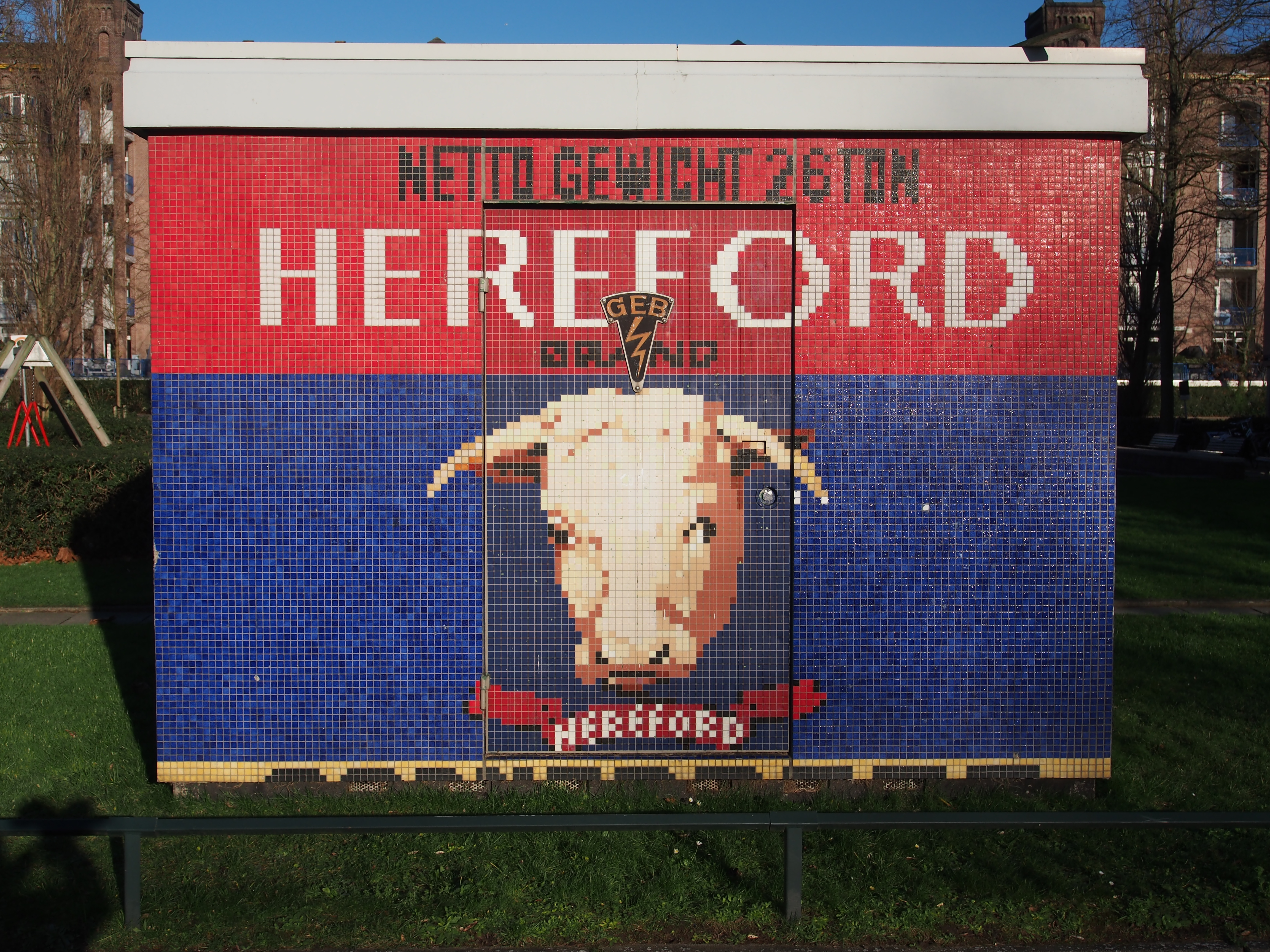
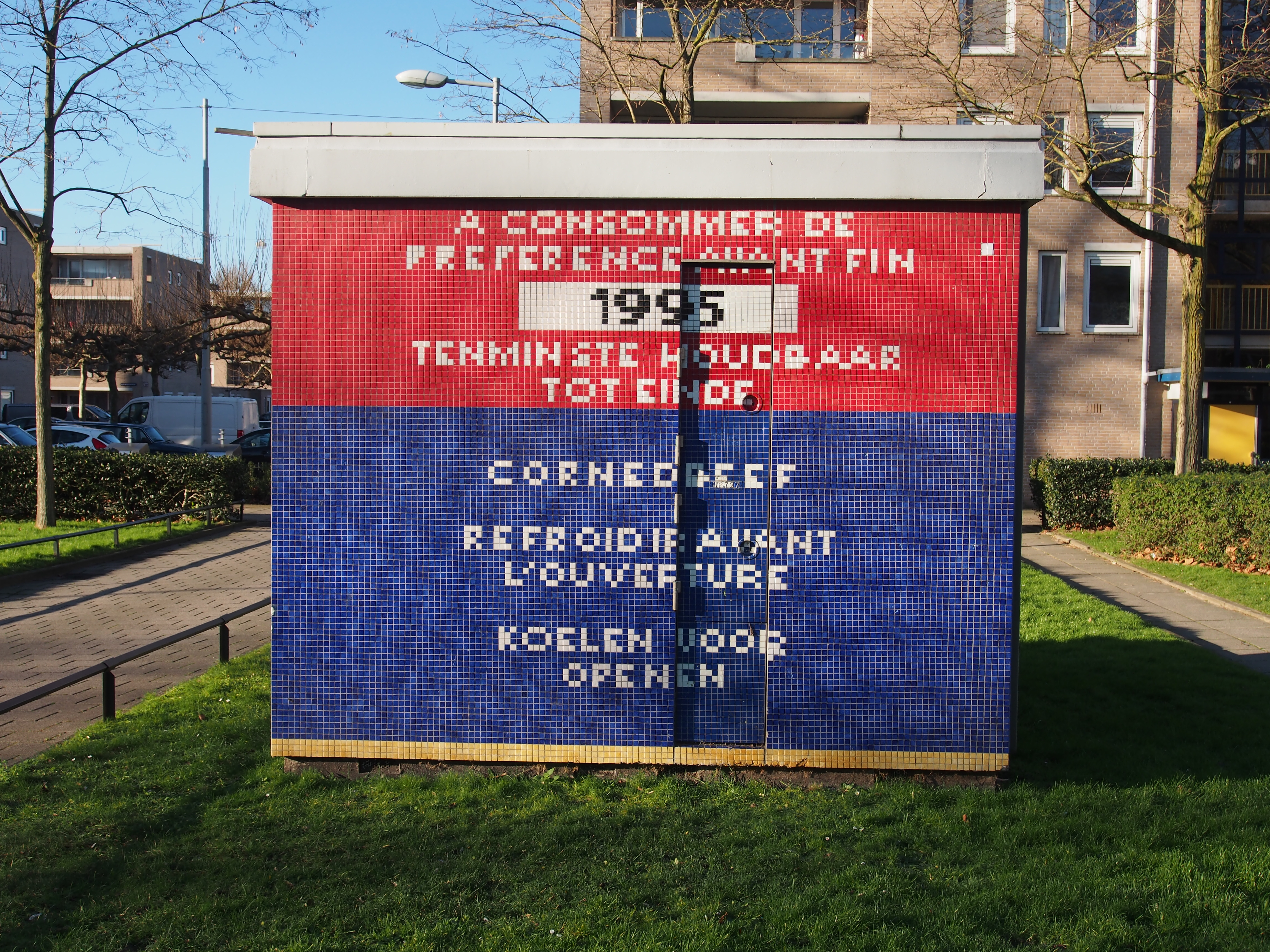
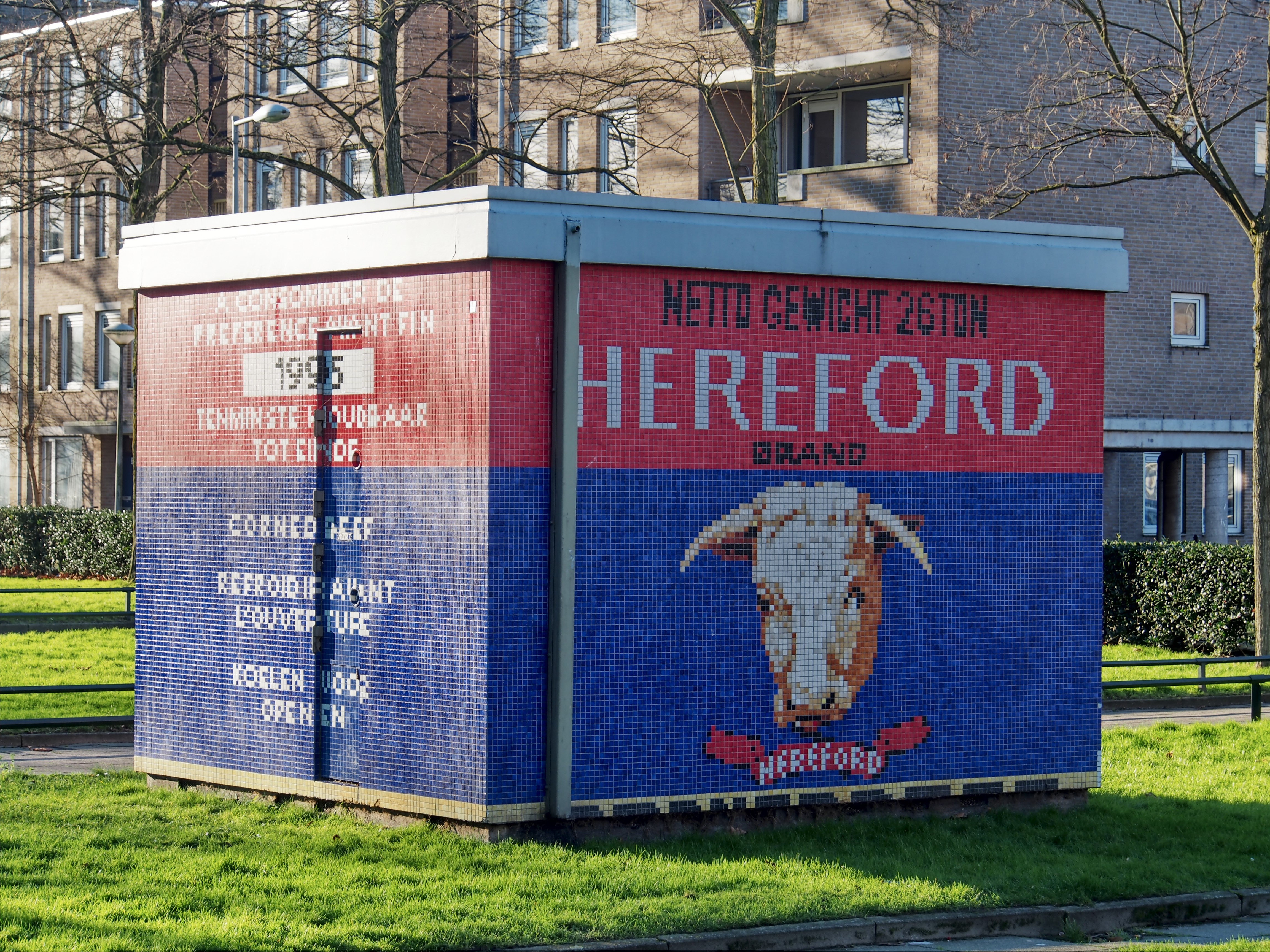